# Megophrys binlingensis
Espèce
Synonymes
- Xenophrys binlingensis (Jiang, Ye & Fei, 2009)

Megophrys binlingensis est une espèce d'amphibiens de la famille des Megophryidae.

## Répartition
Cette espèce est endémique du Sichuan en République populaire de Chine. Elle se rencontre à environ 1 480 m d'altitude dans le xian de Hongya.

## Étymologie
Son nom d'espèce, composé de binling et du suffixe latin -ensis, « qui vit dans, qui habite », lui a été donné en référence au lieu de sa découverte, Binling, dans le xian de Hongya.

## Publication originale
- Fei, Hu, Ye & Huang, 2009 : Fauna Sinica. Amphibia. Volume 2. Anura. Beijing, Chinese Academy of Science. Science Press., p. 1-957.